# Trädkrypare
Denna artikel avhandlar arten trädkrypare. För familjen Certhiidae se Trädkrypare (familj)
Trädkrypare (Certhia familiaris) är en fågelart inom familjen trädkrypare (Certhiidae).
Den liknar andra arter inom familjen, med böjd näbb, mönstrad brun ovansida, vitaktig undersida och långa styva stjärtpennor som den använder för kunna balansera upprätt på trädstammar och grenar. Den kan lättast urskiljas från den likartade trädgårdsträdkryparen, som delar en stor del av dess utbredning i Europa, genom skillnaden i sång. 
Trädkryparen har nio eller fler underarter som häckar i olika delar av dess utbredningsområde i de tempererade delarna av Eurasien. Arten återfinns i alla sorters skogsmarker, men där den överlappar med trädgårdsträdkryparen i Västeuropa återfinns den med större sannolikhet i barrskogar eller på högre höjder. Den häckar i trädhålor eller bakom barkflagor, och föredrar introducerade mammutträd som häckningsplatser där sådana finns tillgängliga. Honan lägger vanligen fem eller sex vita ägg med rosa prickar i det fodrade boet, men ägg och ungar är sårbara för angrepp från hackspettar och däggdjur, däribland ekorrar. 
Trädkryparen är insektsätare och klättrar uppför trädstammar som en mus, för att leta efter insekter som den plockar från skrevor i barken med sin fint böjda näbb. Den flyger sedan till foten av ett annat träd med en distinkt oregelbunden flykt. Fågeln lever ensam på vintern, men kan bilda gemensamma sovplatser under kallt väder.

## Taxonomi och utbredning

### Taxonomi
Trädkryparen beskrevs första gången under sitt nuvarande vetenskapliga namn av Linné i hans Systema naturae 1758. Det vetenskapliga namnet härrör från grekiska kerthios, en liten trädlevande fågel som beskrivits av Aristoteles med flera, och latinets familiaris, välbekant eller vanlig.
Denna art tillhör en grupp mycket likartade arter av trädkrypare som alla placeras i släktet Certhia där idag nio arter erkänns. Släktet består av två evolutionära utvecklingslinjer, en holarktisk utvecklingslinje och en sydasiatisk utvecklingslinje med utbredningsområde söder och öster om Himalaya.
Trädkryparen tillhör den nordliga holarktiska utvecklingslinjen, tillsammans med amerikansk trädkrypare (C. americana) och trädgårdsträdkryparen (C. brachydactyla), i västra Eurasien. 
Utöver dessa tre arter av den holarktiska utvecklingslinjen så finns det ett komplex med tre taxa i Himalaya vilka tidigare har kategoriserats som underarter till trädkryparen men som idag allmänt ges ställning som den egna arten björkträdkrypare (Certhia hodgsoni), exempelvis av BirdLife International. Detta förslag grundar sig på studier av komplexets DNA och sångstruktur.
Amerikansk trädkrypare har ibland kategoriserats som en underart av trädkrypare, men har närmare samhörighet med trädgårdsträdkrypare, och behandlas numera vanligen som egen art.

### Utbredning
Trädkryparen är den mest spridda arten i sitt släkte. Den häckar i hela Eurasien från Irland till Japan. I den västra delen av utbredningsområdet har den spritts till Yttre Hebriderna i Skottland, trängt längre norrut i Norge, och första kända häckningen i Nederländerna skedde 1993.
Trädkryparen är en stannfågel i de mildare västra och södra delarna av häckningsutbredningen, men vissa individer i norr flyttar söderut på vintern, och populationer som häckar på berg kan flytta till lägre höjd på vintern. Vinterrörelser och spridning efter häckningen kan leda till kringflackande utanför den normala utbredningen. Övervintrande flyttfåglar av den asiatiska underarten har observerats i Sydkorea och Kina, och nominatformen har observerats väster om sin häckningsutbredning så långt bort som Orkneyöarna i Skottland. Trädkryparen har också förekommit som gäst på Kanalöarna (där trädgårdsträdkryparen är den lokala arten), Mallorca och Färöarna.
I Sverige är den vanlig i barrskogar och blandskogar i större delen av landet.

### Underarter

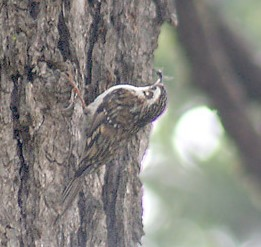
Björkträdkrypare, numera behandlad som en egen art.

Det finns nio till tolv underarter av trädkrypare, beroende på val av taxonomisk ståndpunkt, vilka alla är mycket lika och olika underarter häckar med varandra i områden där deras utbredningar överlappar. De för närvarande erkända underarterna är som följer:
- C. f. britannica (Ridgway, 1882) – återfinns i Storbritannien och på Irland. Populationen på Irland som är något mörkare än brittiska, har ibland givits status som underart.
- C. f. macrodactyla (C.L. Brehm, 1831) inkl. pyrenaica – återfinns i västra Europa
- C. f. corsa (Hartert, 1905) - återfinns på Korsika
- vanlig trädkrypare[8] C. f. familiaris inkl. caucasica[9] (Buturlin, 1908) – nominatformen återfinns i Skandinavien och östra Europa, österut till västra Sibirien
- C. f. daurica (Domaniewski, 1922) – återfinns i östra Sibirien i norra Mongoliet. Slås ibland ihop med underarten orientalis.
- C. f. orientalis (Domaniewski, 1922) – återfinns i Amurbäckenet i nordöstra Kina och Korea. Slås ibland ihop med underarten daurica.[9]
- C. f. japonica (Hartert, 1897) – återfinns i Japan
- C. f. persica (Zarudny & Loudon, 1905) – återfinns på Krim, i Turkiet och österut till norra Iran
- C. f. tianchanica (Hartert, 1905) – återfinns i nordvästra Kina och i angränsande områden i före detta Sovjetunionen

Björkträdkrypare (C. hodgsoni) betraktades tidigare som en underart till trädkrypare, men anses nu allmänt vara en egen art.

## Utseende och läte
Alla arter i familjen trädkrypare är likartade i utseende. De är små fåglar med bruna ovansidor med streck och prickar, rödaktiga gumpar och vitaktiga undersidor. De har långa böjda näbbar och långa styva stjärtpennor som ger stöd när de kryper upp för trädstammar för att söka efter insekter.
Trädkryparen är 12,5 cm lång och väger 7,0–12,9 gram. Den har varmt brun ovansida som är intrikat mönstrad i svart, brungult och vitt, och enfärgat brun stjärt. Buken, sidorna och kloakområdet skiftar i brungult. Könen är lika, men ungfågeln har mattare ovansida än den adulta fågeln, och dess undersida är matt vit med mörka fina fläckar på sidorna.

### Läte
Kontaktlätet är ett mycket lågmält, tunt och gällt sit, men det mest utmärkande lätet är genomträngande tsri, ibland upprepat som en serie noter. Hanens sång inleds med  srrih, srrih åtföljt i turordning av ett fåtal kvittrande noter, ett längre fallande porlande, och en vissling som faller och sedan stiger.

### Skillnader mot andra taxa inom släktet

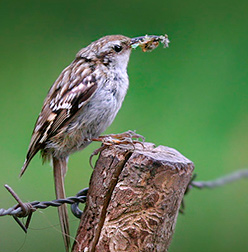
Trädgårdsträdkrypare, en förväxlingsbar art i Europa

Trädkryparens utbredningsområde överlappar med flera andra arters i samma släkte, vilket kan medföra lokala problem vid artbestämning. Den holarktiska gruppen av familjen har en mer kvittrande sång och börjar och slutar alltid med ett gällt sriih. Detta gäller dock inte komplexet hodgsoni i områdena kring Himalaya och Kina. Arterna i den sydliga gruppen har däremot en drill i högre tempo utan sriih-ljudet.
I Europa delar trädkryparen en stor del av sitt utbredningsområde med trädgårdsträdkryparen. Jämfört med denna är trädkryparen vitare på undersidan, varmare och mer fläckig ovan, har vitare ögonbrynsstreck, något kortare näbb och längre bakklo. Att enbart med synen artbestämma en individ, till och med en som man håller i handen, kan vara omöjligt för svagt tecknade fåglar. En sjungande trädkrypare kan vanligen identifieras, eftersom trädgårdsträdkryparen har en utmärkande serie jämnt fördelade noter som låter ganska annorlunda jämfört med trädkryparens sång. Båda arterna kan dock sjunga den andres sång.
Amerikansk trädkrypare har aldrig observerats i Europa, men en sådan i Europa om hösten skulle vara mycket svår att särskilja. Under denna tiden på året sjunger inte trädkryparna varför en särskiljning på det viset är omöjligt och övriga läten från den amerikanska artens påminner mycket om trädkryparens. Till utseendet är amerikansk trädkrypare mer lik trädgårdsträdkryparen än trädkryparen, men att särskilja dem med säkerhet, speciellt i fält, är förmodligen en omöjlighet.

### Dräktskillnader hos underarterna
Vad gäller morfologiska skillnader mellan trädkryparens underarter finns det en generell klinal variation i utseende från väster till öster över Eurasien, där underarterna blir gråare på ovansidan och vitare på undersidan, men denna trend kastas om öster om Amurfloden. 
- C. f. macrodactyla är blekare ovan och vitare på undersidan än C. f. britannica
- C. f. corsa har en undersida som skiftar i brungult och ovansidan är mer kontrasterad än hos C. f.  macrodactyla
- C. f. familiaris är blekare på ovansidan än C. f.  macrodactyla och har vit undersida
- C. f. daurica är blekare och gråare än nominatformen
- C. f. orientalis liknar nominatformen, men har kraftigare streckning på ovansidan
- C. f. japonica är mörkare och mer rödaktig än C. f. daurica
- C. f. persica är mattare och mindre rödaktig än nominatformen
- C. f. tianchanica är mattare och mer rödaktig än nominatformen

## Ekologi

### Biotop

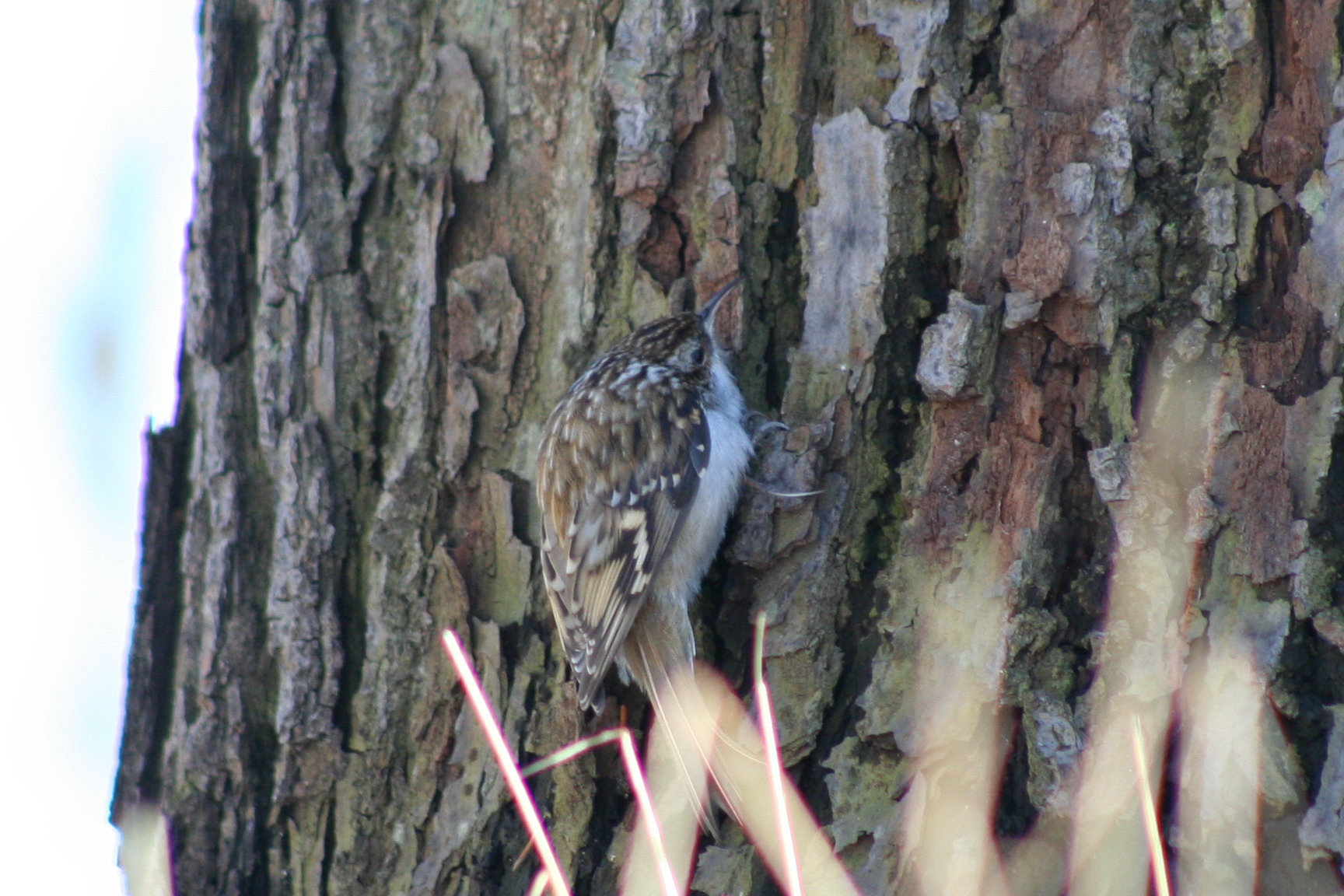
Trädkrypare som födosöker på trädstam.

Den häckar i tempererade skogsmarker i hela Eurasien och föredrar mogna träd. Där den delar utbredningsområde med trädgårdsträdkrypare, vilket är större delen av Europa, tenderar den att finnas främst i barrskog, särskilt gran och ädelgran. I de områden där den är den enda arten av trädkrypare, som i Europeiska Ryssland, och Brittiska öarna, föredrar den lövskog eller blandskog framför barrskog. 
Trädkryparen häckar ned till havsnivå i den norra delen av sin utbredning, men tenderar att leva i högländer längre söderut. I Pyrenéerna häckar den över 1,370 meter, i Kina från 400–2 100 meter och i södra Japan från 1 065–2 135 meter. Häckningsområdena har temperaturer i juli på mellan 14 och 16 °C och 23–24 °C.

### Häckning

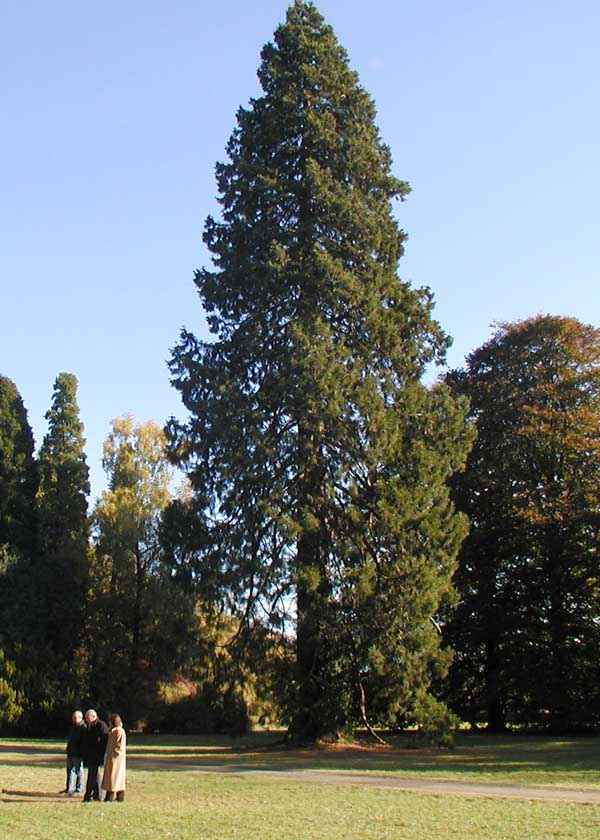
Introducerade mammutträd är favoriter som häckningsträd där sådana finns.

Trädkryparen häckar från ett års ålder. Boet byggs i sprickor i träd eller bakom barkstycken. Där sådana finns är introducerade nordamerikanska mammutträd favoritträd för häckning, eftersom en hålighet för häckning enkelt kan gröpas ur dess mjuka bark. Sprickor i byggnader eller murar används ibland, och konstgjorda fågelholkar eller luckor kan föredras i barrskogsområden. Boet har en bas av kvistar, tallbarr, gräs eller bark, och är fodrat med finare material såsom fjädrar, ull, mossa, lav eller spindelnät.

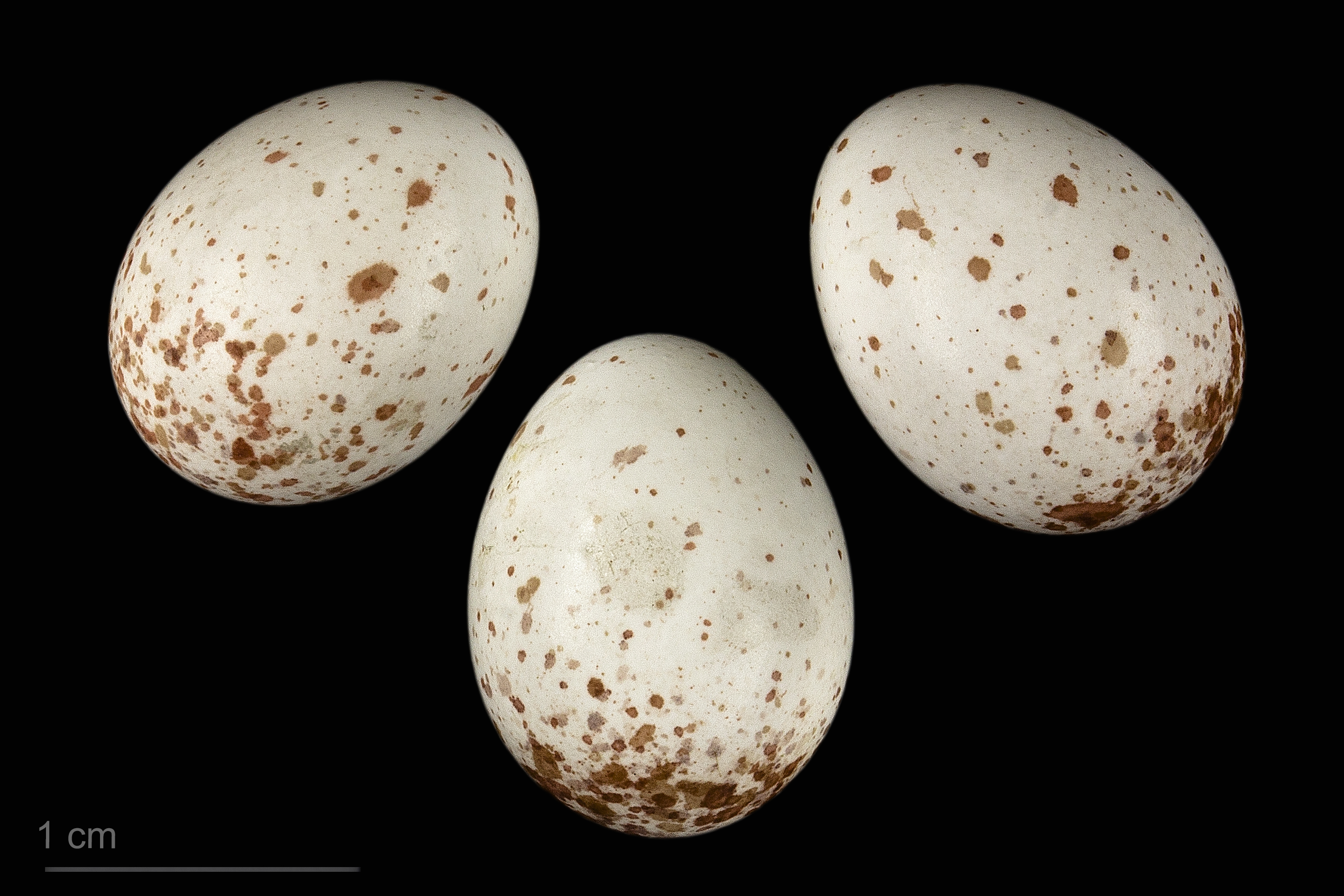
Certhia familiaris macrodactyla

I Europa läggs vanligen fem till sex ägg mellan mars och juni, men i Japan läggs tre till fem ägg från maj till juli. Äggen är vita med mycket fina rosaaktiga prickar främst vid den breda änden, mäter 16 x 12 mm och väger 1,2 g, varav 6 % är skal. Äggen ruvas av enbart honan i 13–17 dagar tills de duniga ungarna kläcks.  Ungarna är bostannare. De utfodras sedan av båda föräldrar, men värms av endast honan, i ytterligare 15–17 dagar tills de blir flygga. Ungfåglarna återvänder till boet några nätter därefter. Omkring 20 % av paren, främst i söder och väster, föder upp en andra kull.
Bland predatorer på trädkrypares bon och ungar finns större hackspett och små mårddjur, och predationen är omkring tre gånger högre i splittrade landskap än i sammanhängande skogsområden (32,4 % gentemot 12 % i mindre splittrade skogslandskap). Predationsnivån ökar med mängden skogsbryn nära en boplats, och även närvaro av jordbruksmark i närheten, i båda fallen troligen på grund av en högre grad av predation från mårddjur. Andelen överlevande ungfåglar är okänd för denna art, men 47,7 % om året av de adulta fåglarna överlever. Den typiska livslängden är två år, men den högsta belagda åldern är åtta år och tio månader.

### Föda

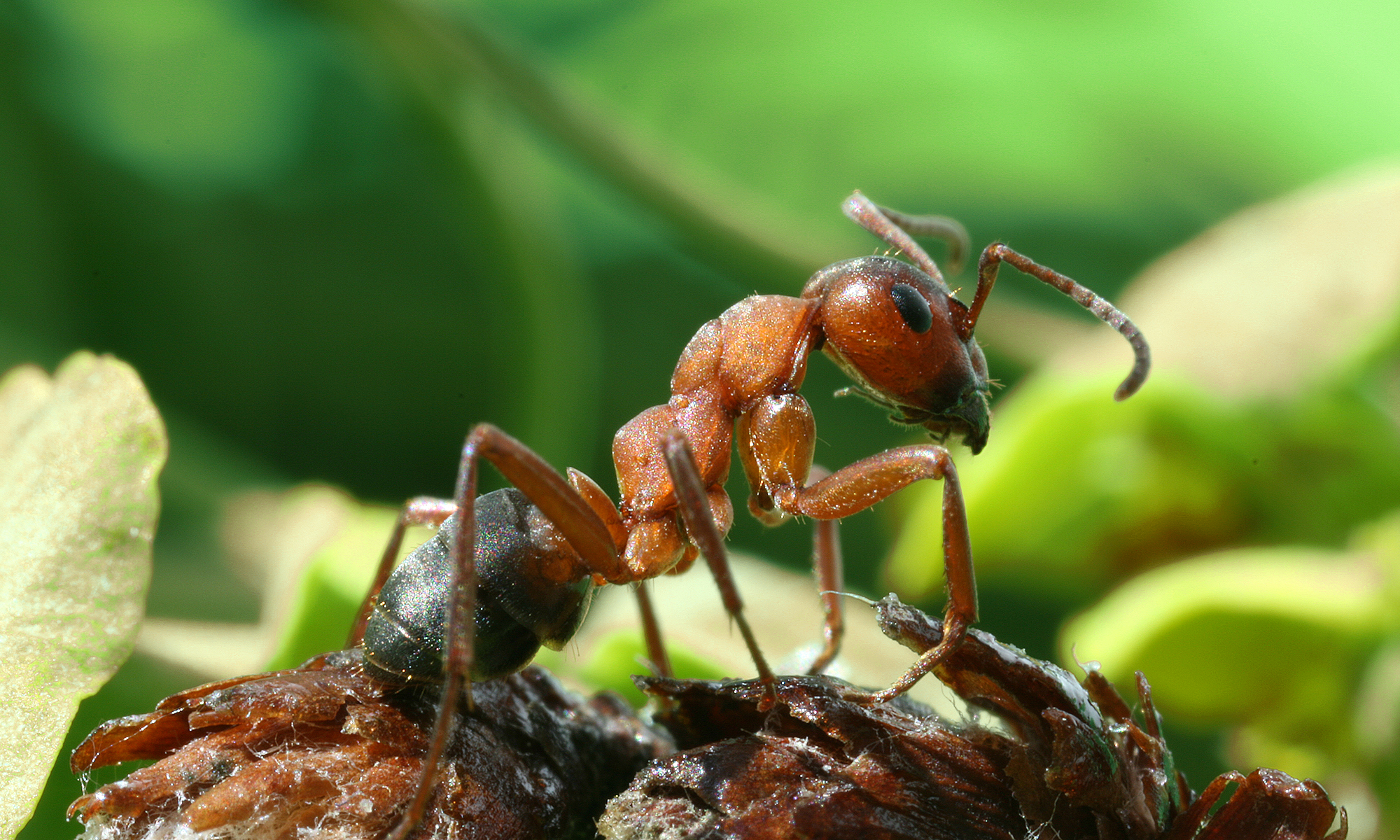
Röd skogsmyra (Formica rufa), en konkurrent om leddjursbyten

Trädkryparen söker karakteristiskt ryggradslösa djur som byten på trädstammar. Den börjar nära trädets bas och arbetar sig uppåt med de styva stjärtfjädrarna som stöd. Till skillnad från nötväckan klättrar den inte nedför träd med huvudet före, utan flyger till basen av ett annat träd i närheten. Den använder sin långa tunna näbb till att dra ut insekter och spindlar från sprickor i barken. Den återfinns vanligen på träd, men jagar ibland byten på väggar, bar mark eller bland fallna tallbarr, och kan utöka sin föda med frön från barrträd under de kallare månaderna.
Trädkryparhonan födosöker främst på de övre delarna av trädstammar, medan hanen utnyttjar de lägre delarna. En studie i Finland fann att om en hane försvinner födosöker den oparade honan på lägre höjder, tillbringar mindre tid på varje träd och har kortare födosökstillfällen än en hona i ett par.
Trädkrypare ansluter sig ibland till flockar av olika fågelarter på vintern (meståg), men den tycks inte dela den föda som hittas av medföljande mesar och kungsfåglar, och drar kanske bara fördel av den ökade säkerheten i en flock. Skogsmyror delar habitat med trädkryparen, och livnär sig också på ryggradslösa djur på trädstammar. De finländska forskarna fann att där myrorna hade letat föda fanns färre leddjur, och trädkryparhanar tillbringade mindre tid på granstammar som hade besökts av myror.

### Vanor
Som liten skogsfågel med oansenlig fjäderdräkt och lågmält lockläte är trädkryparen lätt att missa då den hoppar muslikt uppför en trädstam, i korta skutt där den använder sin styva stjärt och brett utspärrade ben som stöd. Ändå är den inte skygg och är i stor utsträckning likgiltig inför mänsklig närvaro. Den har en utmärkande ojämn och vågformig flykt, där fladdrande fjärilslika vingslag växlar med vingglidningar. Flyttande fåglar kan flyga på dagen eller på natten, men förflyttningarnas storlek döljs ofta av bofasta populationer. Den lever ensam på vintern, men i kallt väder kan upp till ett dussin eller fler fåglar sova tillsammans i en lämplig skyddad hålighet.

## Trädkryparen och människan

### Status och hot

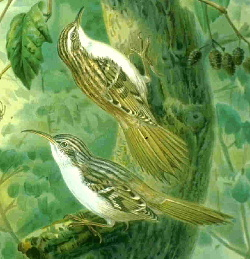
Trädkrypare (övre), och trädgårdsträdkrypare (nedre) som de illustrerades av Johann Friedrich Naumann i verket Naturgeschichte der Vögel Mitteleuropas från 1897.

Denna art har en omfattande utbredning på omkring 10 miljoner km². Den har en stor population, uppskattad till mellan 27,3 och 48 miljoner vuxna individer. Trenderna för populationsutvecklingen har inte kvantifierats, men arten anses inte närma sig trösklarna för IUCN:s rödlistningskriterium om populationsminskning (minskning på mer än 30 % under tio år eller tre generationer). Av dessa anledningar klassificeras arten som livskraftig (LC).
Trädkryparen är vanlig över en stor del av sitt utbredningsområde, men i de nordligaste områdena är den sällsynt, eftersom den är sårbar för svåra vintrar, särskilt om dess födosök avbryts av isyta på träden eller kallt regn. Den är också ovanlig i Turkiet och Kaukasus.
I Sverige anses beståndet vara livskraftigt. Från att tidigare ha minskat i antal ökar den återigen, de senaste tio åren med 11–42 %. 2018 uppskattades det svenska beståndet till cirka 1,1 miljoner par.

### Namn
Då den liknar hackspettarna har den kallats för "hackspittunge". "Trädrännare" har både trädkrypare och nötväcka kallats i Närke. I Västergötland har den kallats "trädlus" och i Dalarna och på andra håll för "eklus", "furuknatt", "furulus" och "lavlus". Den har även kallats "krypare" och "bomkrypare".

### I kulturen
I Frankrike är trädkryparen helgad åt Sankt Martin och har därför kallats l'oiseau de St Martin, det vill säga "St Martins fågel".